# Vistelseförbud
Vistelseförbud är ett förbud mot att vistas på en plats. Förbudet kan vara kopplat antingen till en plats som inte får bevistas av allmänheten, eller till personer som förbjuds att vistas på utpekade platser (eller tillåts att endast besöka utpekade platser).

## I Sverige
Under andra världskriget rådde vistelseförbud i Storlien som då användes av militären. Sedan 11 mars 2021 har kommuner rätt att möjlighet att utfärda föreskrifter om vistelseförbud på särskilt angivna platser. Rätten tillkom i samband med Coronavirusutbrottet 2020–2021 i Sverige.